# Шами, Зоран
Зоран Шами (серб. Зоран Шами / Zoran Šami; 2 ноября 1948, Валево, ФНРЮ — 4 сентября 2016) — югославский и сербский государственный деятель, председатель Скупщины Сербии и Черногории (2004—2006).

## Биография
Окончил факультет естественных наук и математики Белградского университета, где в 1978 г. получил степень доктора математических наук. С 1971 г. работал в Белграде на факультете транспорта и дорожного строительства в качестве доцента; до 1999 г. был заведующим кафедрой.
В общественно-политическую жизнь включился с 1990 г., когда вступил в Демократическую партию. С 1992 г. стал членом Главного комитета Демократической партии, но в том же году покинул ДС и с группой единомышленников основал Демократическую партию Сербии.
С 1992 по 1994 и с 1998 по 2000 гг. являлся членом Исполнительного комитета, а с 1994 по 1996 и с 2000 по 2003 гг. — вице-председателем партии.
С октября 2000 по июль 2001 г. — министр транспорта Югославии. В 2000 г. был избран в Скупщину Югославии, а в 2003 г. — с 2004 по 2006 год возглавлял парламент Сербии и Черногории.
С октября 2000 года по июль 2001 года он был министром транспорта в федеральном правительстве Союзной Республики Югославия.
В 2000 году он стал депутатом в федеральном парламенте, а в 2003 г. — в Скупщину Сербии и Черногории; с 2004 по 2006 г. занимал пост ее председателя.
В январе 2007 г. был избран депутатом от Демократической партии Сербии. В мае того же года был утвержден президентом Совета по образованию.
В 2014 г. вышел из рядом Демократической партии Сербии.
Автор 12 учебников и многочисленных научных и экспертных исследований.